# 24 avril
Pour les articles homonymes, voir Vingt-Quatre-Avril.
24 mars 24 mai
Chronologies thématiques
- Croisades
- Ferroviaires
- Sports
- Disney
- Anarchisme
- Catholicisme

Abréviations / Voir aussi
- (° 1852) = né en 1852
- († 1885) = mort en 1885
- a.s. = calendrier julien
- n.s. = calendrier grégorien
- Calendrier
- Calendrier perpétuel
- Liste de calendriers
- Naissances du jour

Le 24 avril est le 114e jour, moins souvent le 115e, de l'année du calendrier grégorien ; il en reste ensuite 251.
Son équivalent était généralement le 5e jour du mois de floréal dans le calendrier républicain ou révolutionnaire français, officiellement dénommé jour du rossignol (l'oiseau).

## Événements

### XIesiècle
- 1011 : le roi de Bourgogne Rodolphe III fait une donation importante en faveur de son épouse Hermengarde de Savoie, de terres qui reviendront finalement au frère de la reine et probable futur comte de Savoie Humbert Ier aux Blanches Mains (980-1048).

### XVIesiècle

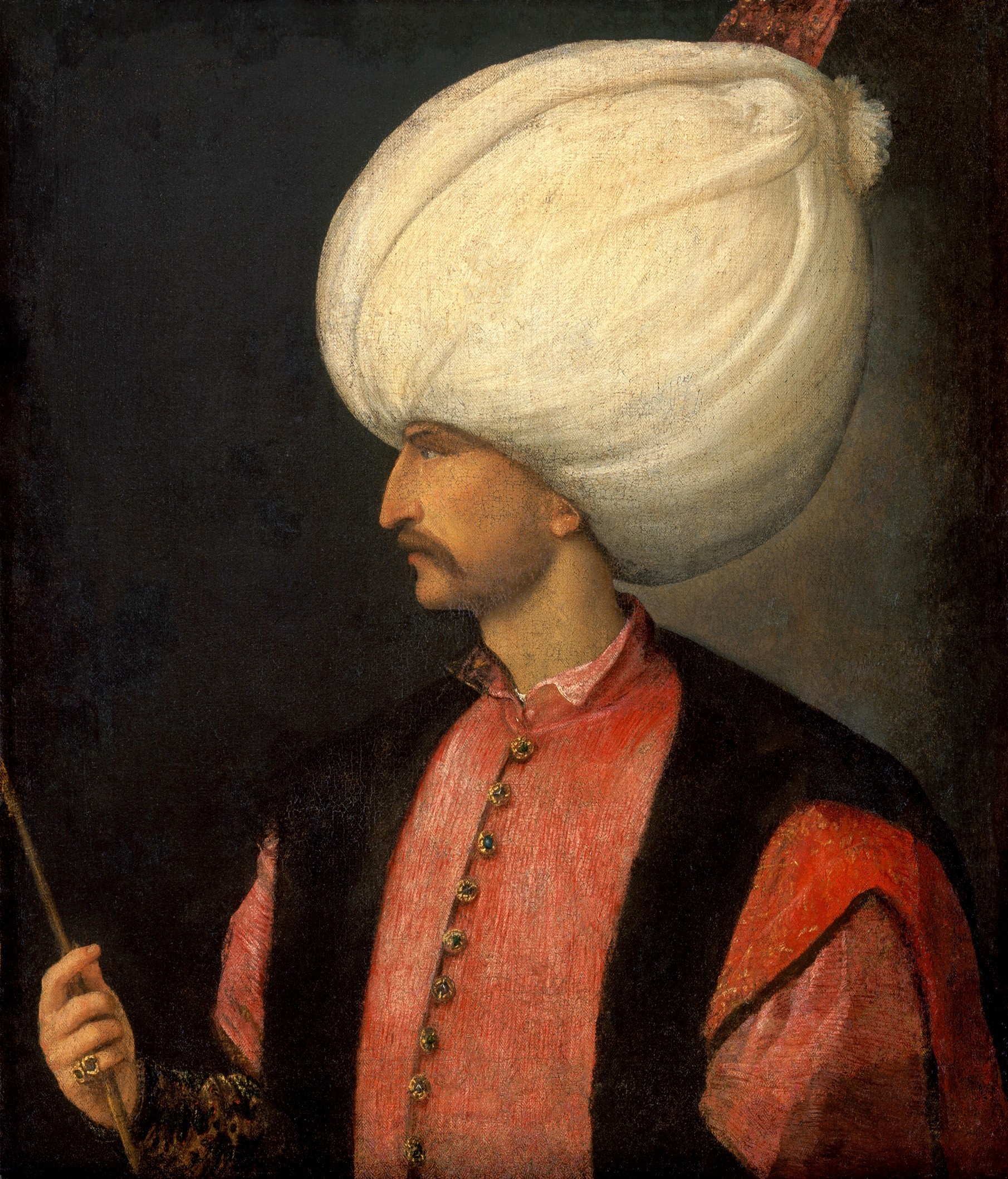
Portrait de Soliman attribué au peintre Le Titien

- 1512 : Soliman, fils du sultan ottoman Sélim Ier, devient Vali Ahad (prince héritier)[1].
- 1541 : bataille de Sahart, entre le sultanat d'Adal et l'Empire éthiopien.
- 1547 : bataille de Muehlberg, entre la ligue de Smalkalde et Charles Quint.
- 1558 : le futur roi de France François II, alors encore dauphin, devient roi consort d'Écosse, en épousant Marie Stuart.

### XVIIesiècle
- 1611 : le Collège romain confirme au cardinal Robert Bellarmin que les observations de Galilée sont exactes.

### XVIIIesiècle
- 1723 : le major Abraham Davel, soldat et patriote vaudois, est exécuté par les Bernois, occupants du Pays de Vaud.
- 1791 : à la suite de la Constitution civile du clergé, première élection des curés dans les nouvelles paroisses.[réf. nécessaire]
- 1793 : le Tribunal révolutionnaire acquitte Marat.
- 1800 : la bibliothèque du Congrès, la plus importante au monde, est fondée par le président américain John Adams à Washington.

### XIXesiècle1791
- 1809 : bataille de Volano, lors la guerre de la cinquième coalition et la rébellion du Tyrol.
- 1815 : début de la seconde révolte serbe contre les Turcs, ayant lieu jusqu'en 1817, et principalement conduite par Miloš Obrenović, s’achevant finalement par l’autonomie de la Serbie.
- 1854 : mariage d'Élisabeth de Wittelsbach dite « Sissi » avec François-Joseph Ier d'Autriche.
- 1877 : la Russie déclare la guerre à l'Empire ottoman (guerre russo-turque).
- 1898 : l'Espagne déclare la guerre aux États-Unis (guerre hispano-américaine).

### XXesiècle
- 1913 : inauguration à Manhattan du plus haut gratte-ciel du monde jusqu'en 1930, le Woolworth Building (241 mètres).
- 1915 : rafle des personnalités arméniennes de Constantinople. Cet événement marque le début du génocide des Arméniens par la Turquie, qui fera de 800 000 à 1,5 million de morts, selon les estimations.
- 1916 : en Irlande, début de l'insurrection de Pâques à Dublin, elle se termine le 29 avril par la reddition sans condition des insurgés.
- 1918 : premier combat de chars d'assaut dans l'histoire, à Villers-Bretonneux, entre les Mark IV britanniques et les A7V allemands (Première Guerre mondiale).
- 1920 : création de la Palestine mandataire, lors de la conférence de San Remo.
- 1926 : signature du traité de Berlin, entre l'Allemagne et l'URSS.
- 1951 : la France légalise la corrida, par un amendement de la loi Grammont.
- 1955 : fin de la conférence de Bandung. Le mouvement des non-alignés condamne le colonialisme, le racisme et la guerre froide.
- 1957 : réouverture du canal de Suez, par la première Force d'urgence des Nations unies[2], à l'issue de la guerre de Suez.
- 1968 : l'île Maurice adhère en tant qu'État aux Nations unies.
- 1981 : multipartisme sans restrictions au Sénégal[3].
- 1990 : l'île Gruinard est de nouveau accessible, après une contamination militaire à la maladie du charbon datant de 1942.
- 1993 : attentat de Bishopsgate, par l'Armée républicaine irlandaise provisoire.

### XXIesiècle
- 2001 : Jun'ichirō Koizumi devient président du P.L.D. au Japon.
- 2002 : le R.P.R. approuve la création d’une Union pour la majorité présidentielle (U.M.P.) en France.
- 2009 : l'Organisation mondiale de la santé publie un communiqué qui fait état de l'apparition et de la diffusion de la grippe A (H1N1).
- 2012 : résolution no 2044 du Conseil de sécurité des Nations unies sur le Sahara occidental.
- 2013 : effondrement du Rana Plaza au Bangladesh.
- 2016 :
  - le premier tour de l’élection présidentielle autrichienne place en tête Norbert Hofer (extrême droite) et Alexander Van der Bellen (écologiste)[4], ce dernier sera élu au second tour.
  - Élections législatives en Serbie.
  - Élection présidentielle en Guinée équatoriale.
- 2021 : Joe Biden, président des États-Unis, reconnaît officiellement le génocide arménien[5].
- 2022 : Emmanuel Macron est réélu président de la France pour un second mandat avec 58̥ pour 100 des suffrages exprimés face à Marine Le Pen au second tour de l'élection y consacrée.
- 2023 : en Espagne, la dépouille de José Antonio Primo de Riviera est transférée de Valle de los Caidos au cimetière de San Isidor à la suite de la loi sur la mémoire démocratique.
- 2024 :
  - à Haïti, le Premier ministre par intérim, Ariel Henry, démissionne et est remplacé par Michel Patrick Boisvert[6].
  - en Macédoine du Nord, premier tour de l’élection présidentielle. Gordana Siljanovska-Davkova arrive très largement en tête et Stevo Pendarovski, arrive deuxième[7].

## Arts, culture et religion
- 1585 : élection du pape Sixte V / Sixte Quint.
- 1941 : l'écrivain André Breton, libéré sous caution du camp du Lazaret, découvre la revue Tropiques créée par son confrère guadeloupéen Aimé Césaire qu'il rencontre aussitôt, lors d'une escale à Fort-de-France en Martinique.
- 1994 : béatification de Jeanne Beretta Molla par Jean-Paul II.
- 2005 : transfert du tombeau de sainte Marguerite Bourgeoys de sa maison mère vers la chapelle Notre-Dame-de-Bon-Secours à Montréal.

## Sciences et techniques
- 1864 : lancement du premier paquebot transatlantique L'Impératrice Eugénie construit en France.Le télescope spatial Hubble

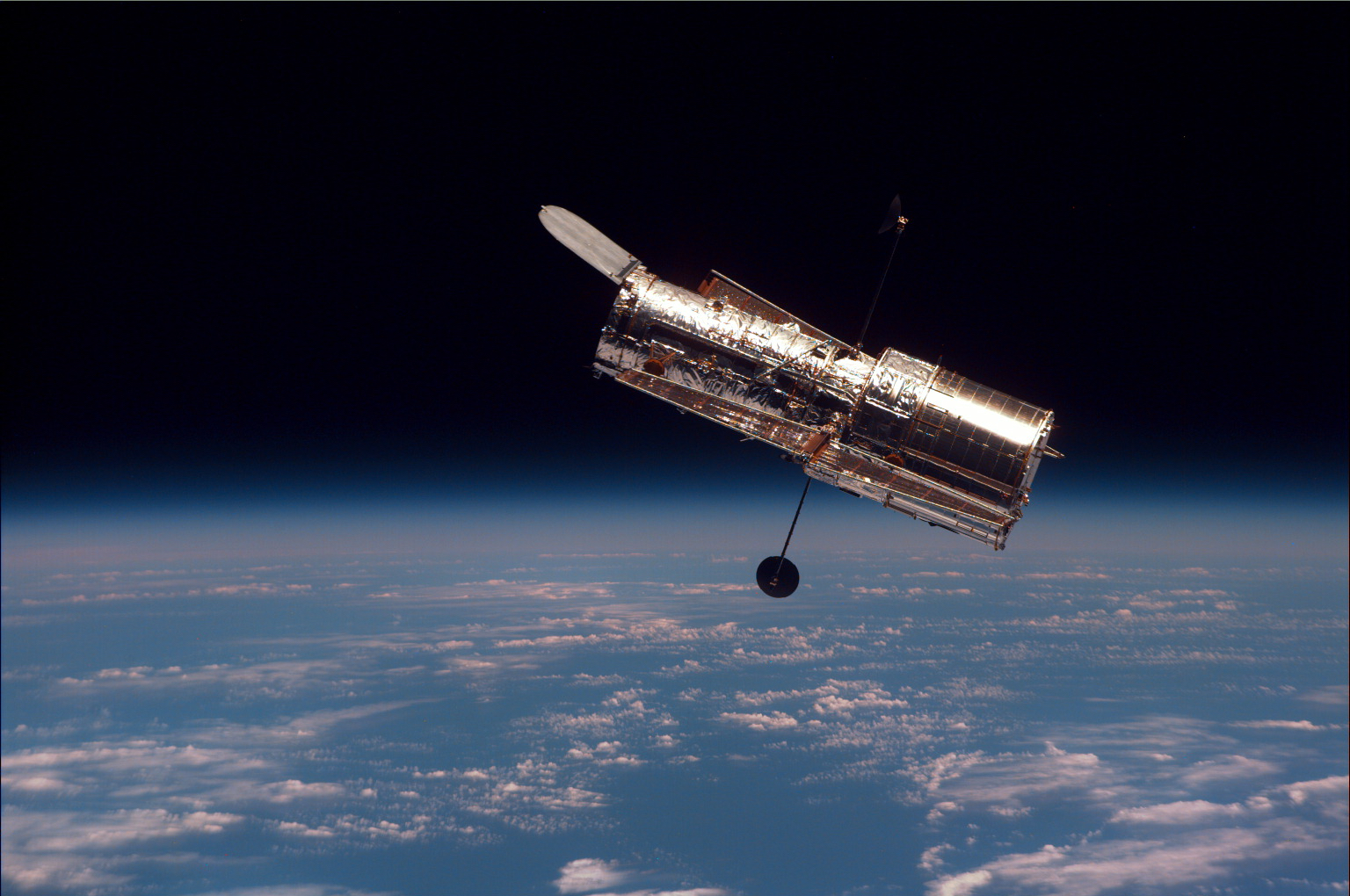
Le télescope spatial Hubble

- 1961 : renflouement du navire de guerre suédois Vasa du XVIIe siècle.
- 1967 : Vladimir Mikhaïlovitch Komarov est le premier spationaute à mourir lors d'une mission spatiale, à bord de Soyouz 1.
- 1970 : lancement du Dong Fang Hong 1, premier satellite artificiel chinois.
- 1972 : la mission habitée lunaire Apollo 16 décolle de la surface de la Lune, terminant l'avant-dernière mission du programme spatial américain Apollo.
- 1990 : lancement par la NASA de la mission STS-31, et mise en orbite du télescope spatial Hubble (H.S.T.), grâce à la navette spatiale américaine Discovery.
- 2005 : naissance en Corée du Sud de Snuppy le premier chien conçu par clonage.
- 2021 : début de la 30e édition du festival de l'oiseau et de la nature en baie de Somme dans les Hauts-de-France jusqu'au 2 mai suivant[8].

## Économie et société
- 1961 : sortie de l'Ami-6, nouvelle voiture de Citroën[9].
- 1995 : première célébration de la Journée de la Concorde, depuis fête annuelle au Niger.
- 2003 : le ministre français des Affaires sociales François Fillon annonce le nouveau plan de réforme des retraites des fonctionnaires qui devront s'aligner sur le privé à partir de 2008 avec 40 années de cotisation, puis 41 ans en 2012 et 42 en 2020)[10].
- 2004 : ouverture de la ligne C du tramway de Bordeaux en France.
- 2020 : treize rangers et cinq civils sont tués par des rebelles dans le parc national des Virunga en République démocratique du Congo[11].
- 2021 : en Irak, un incendie fait 82 morts dans l'hôpital Ibn al-Khatib de Bagdad[12].
- 2023 :
  - au Kenya, plus d'une centaine de corps de membres de l'Église internationale de Bonne Nouvelle sont exhumés d'une forêt, après s'être laissés mourir de faim[13]. Le bilan provisoire au 17 juillet est 203 morts et des centaines de disparus[14].
  - à Mayotte, département de France d'outre-mer, débute l'opération Wuambushu[15].

## Naissances

### XVIesiècle

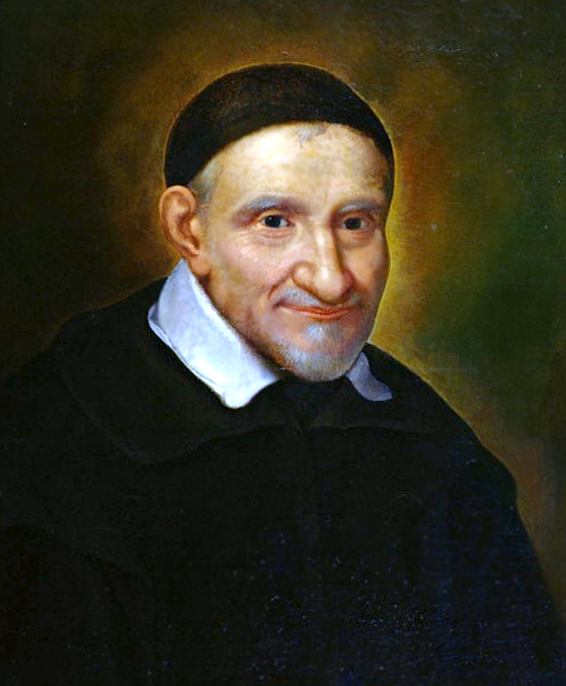
Saint Vincent de Paul

- 1533 : Guillaume Ier d'Orange-Nassau, prince d'Orange et comte de Nassau († 10 juillet 1584).
- 1581 : Vincent de Paul, prêtre et bienfaiteur, futur saint catholique († 27 septembre 1660).

### XVIIesiècle
- 1608 : Gaston de France, duc d'Orléans († 2 février 1660).

### XVIIIesiècle
- 1719 : Giuseppe Baretti, écrivain, érudit, dramaturge, polémiste, critique littéraire, lexicographe et traducteur italien († 5 mai 1789).
- 1738 : Jacques Charles René Delaunay, général de l'armée français († 11 janvier 1825).
- 1743 : Edmond Cartwright, inventeur du premier métier à tisser semi-automatique († 30 octobre 1823).
- 1788 : Hyacinthe Fidèle Avet (en italien : Giacinto Fedele Avet), magistrat et personnalité politique sarde, originaire du duché de Savoie († 3 septembre 1855).
- 1789 : François Costé, magistrat et homme politique français († 23 janvier 1848).

### XIXesiècle
- 1812 : Walthère Frère-Orban, homme d'État belge († 1er janvier 1896).
- 1815 : Anthony Trollope, romancier britannique († 6 décembre 1882).
- 1838 : Pauline Kergomard, inspectrice générale des écoles maternelles († 13 février 1925).
- 1845 : Carl Spitteler, écrivain suisse allemand († 19 décembre 1924).
- 1849 : Joseph Gallieni, militaire français, maréchal de France († 27 mai 1916).
- 1856 : Philippe Pétain, ex-maréchal de France, et homme d'État français († 23 juillet 1951).
- 1858 : Philogone Segard, anarchiste radical dionysien († XXe siècle).
- 1864 : Théophile Bader, homme d'affaires français († 16 mars 1942).
- 1867 : Karl Navrátil, compositeur tchèque († 23 décembre 1936).
- 1873 :
  - André Bauchant, peintre français († 12 août 1958).
  - Robert Wiene, cinéaste allemand († 17 juillet 1938).
- 1876 : Erich Raeder, officier général de la Kriegsmarine allemande († 6 novembre 1960).
- 1878 : Jean-Joseph Crotti, peintre français, d'origine suisse († 30 janvier 1958).
- 1880 : Gideon Sundbäck, ingénieur américain d'origine suédoise († 21 juin 1954).
- 1882 : Hugh Dowding, officier britannique de la RAF († 15 février 1970).
- 1897 : Benjamin Lee Whorf, linguiste américain († 26 juillet 1941).
- 1898 : René Leduc, ingénieur et constructeur d'avions français († 9 mars 1968).

### XXesiècle
- 1904 : Willem de Kooning, peintre néerlandais († 19 mars 1997).
- 1905 : Robert Penn Warren, écrivain et poète américain († 15 septembre 1989).
- 1906 : William Joyce, homme politique américain († 3 janvier 1946).
- 1908 :
  - Violet Alva, femme politique indienne, ministre, vice-présidente d'assemblée († 20 novembre 1969).
  - Józef Gosławski, sculpteur et médailleur polonais († 23 janvier 1963).
- 1909 :
  - Konrad Frey, gymnaste allemand, triple champion olympique († 24 mai 1974).
  - Werner Jacobs, réalisateur allemand († 24 janvier 1999).
- 1914 :
  - William Castle, cinéaste américain († 31 mai 1977).
  - Phil Watson, joueur et entraîneur canadien de hockey sur glace († 1er février 1991).
- 1918 : Robert Escarpit, universitaire, écrivain et journaliste français († 19 novembre 2000).
- 1919 : César Manrique, peintre, architecte et sculpteur espagnol († 25 septembre 1992).
- 1922 : Marc-Adélard Tremblay, sociologue et anthropologue québécois († 20 mars 2014).
- 1923 : Gus Bodnar, joueur de hockey sur glace canadien († 1er juillet 2005).
- 1924 :
  - Nora Bustamante Luciani, médecin et historienne vénézuélienne († 9 novembre 2012).
  - Charles-Omer Valois, évêque catholique québécois († 4 août 2013).
- 1925 : Eugen Weber, historien américain († 17 mai 2007).
- 1927 : Joseph Barthel, athlète de demi-fond puis chimiste et homme politique luxembourgeois († 7 juillet 1992).
- 1929 : André Darrigade, coureur cycliste puis gérant français de la maison de la presse de la grande plage de Biarritz.
- 1930 :
  - Richard Donner (Richard Donald Schwartzberg dit), réalisateur et producteur américain († 5 juillet 2021).
  - Conn Findlay, rameur et skipper américain († 8 avril 2021).
  - José Sarney, homme d'État brésilien, vice-président puis président de la République.
- 1931 : Abdelhamid Kermali, footballeur et entraîneur de football algérien († 13 avril 2013).
- 1932 :
  - Yumi Katsura, couturière japonaise.
  - Vladimir Yengibaryan, boxeur arménien, champion olympique († 1er février 2013).
- 1933 :
  - Alan Eagleson, agent et promoteur canadien de hockey.
  - Freddie Scott (en), chanteur et compositeur américain († 4 juin 2007).
- 1934 :
  - Marc Gilbert, journaliste français († 6 novembre 1982).
  - Shirley MacLaine, actrice américaine.
- 1936 :
  - Robert Broussard, commissaire de police puis préfet français.
  - David Crombie (en), homme politique canadien.
  - Jill Ireland, actrice britannique († 18 mai 1990).
- 1937 :
  - Joe Henderson, saxophoniste de jazz américain († 30 juin 2001).
  - Grace Oladunni Taylor, biochimiste nigériane.
- 1938 : Jean-Olivier Héron, illustrateur, éditeur et écrivain français († 24 janvier 2017).
- 1939 : Fergie McCormick, joueur de rugby à XV néo-zélandais († 10 avril 2018).
- 1940 :
  - Sue Grafton, romancière américaine († 28 décembre 2017).
  - Franck Pavloff, romancier français.
- 1941 : John Williams, guitariste australien.
- 1942 : Barbra Streisand en 1962

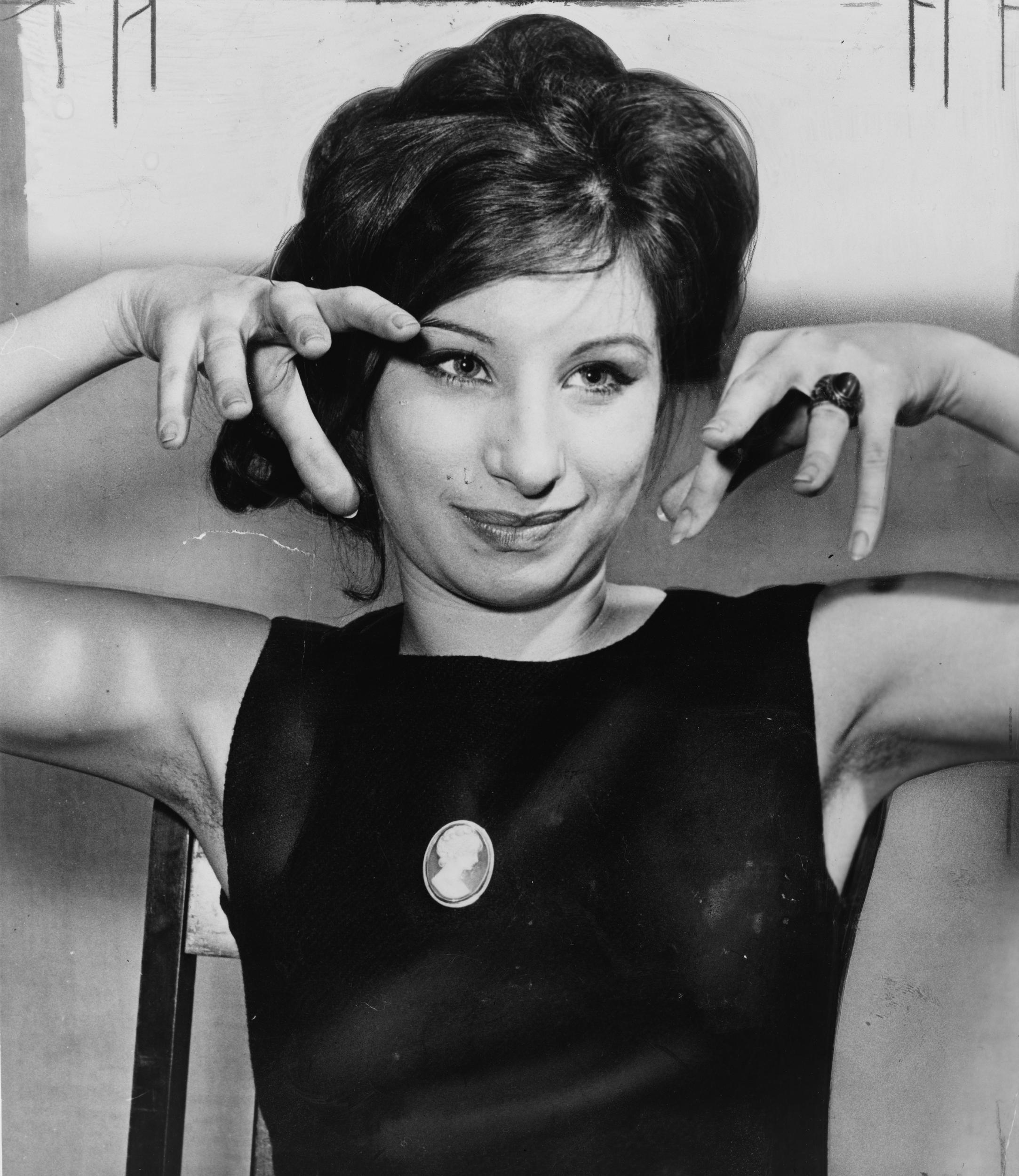
Barbra Streisand en 1962

  - Richard M. Daley, homme politique américain.
  - Bill Moon, ingénieur et contrôleur de vol américain.
  - Barbra Streisand, chanteuse et actrice américaine.
- 1943 : John O. Creighton, astronaute américain.
- 1944 :
  - Eliane Larus, peintre français.
  - St. Clair Lee (en), chanteur américain du groupe  The Hues Corporation († 8 mars 2011).
  - Christine Ockrent, journaliste belge et européenne francophone.
- 1945 :
  - Doug Clifford, musicien américain du groupe Creedence Clearwater Revival.
  - Robert Knight (en), chanteur américain († 5 novembre 2017).
  - Dick Rivers (Hervé Forneri dit), chanteur de rock français († 24 avril 2019).
  - Larry Tesler (Lawrence Gordon Tesler dit), informaticien américain spécialiste des interactions homme-machine, notamment connu pour être le créateur du copier-coller († 16 février 2020).
- 1946 : Christine Mital, journaliste française († 26 janvier 2006).
- 1947 : Claude Dubois, auteur-compositeur et interprète québécois.
- 1948 : Paul Cellucci, homme politique et diplomate américain († 8 juin 2013).
- 1949 :
  - Eddie Hart, athlète américain spécialiste du sprint.
  - Véronique Sanson, chanteuse française[16].
- 1951 :
  - Christian Bobin, écrivain français.
  - Nigel Harrison (en), musicien britannique du groupe Blondie.
- 1952 :
  - Jean-Paul Gaultier, couturier français.
  - Carmen García Colmenares, universitaire espagnole, spécialiste des violences contre les femmes.
- 1953 : Eric Bogosian, acteur américain.
- 1954 :
  - Mumia Abu-Jamal, journaliste américain.
  - Chantal Hébert, journaliste canadienne.
  - Captain Sensible, chanteur britannique, fondateur du groupe punk rock The Damned.
- 1955 : Ernie Grunfeld, joueur de basket-ball américain champion olympique.
- 1957 : David Whittaker, compositeur anglais de jeux vidéo.
- 1958 :
  - Luis Chero Zurita, archéologue péruvien.
  - Pierre Schott, guitariste français (alsacien), du duo musical Raft.
- 1961 : José Touré, footballeur français et nantais international surnommé le Brésilien.
- 1963 :
  - Thomas Chabrol, acteur français.
  - Mano Solo (Emmanuel Cabut dit), chanteur français († 10 janvier 2010).
- 1964 :
  - Djimon Hounsou, acteur béninois.
  - Christian Olivier, chanteur, guitariste, accordéoniste, parolier, compositeur et graphiste français.
- 1965 : Jeff Jackson (en), hockeyeur professionnel canadien.
- 1966 :
  - Pierre Brassard, humoriste québécois du groupe humoristique Les Bleu Poudre.
  - Pascale Paradis, joueuse de tennis française.
  - Kathleen Sergerie, chanteuse québécoise.
  - David Usher, chanteur et compositeur d’origine britannique.
- 1967 :
  - Tania Kontoyanni, actrice québécoise.
  - Omar Vizquel, joueur de baseball vénézuélien.
- 1969 : Melinda Clarke, actrice américaine.
- 1972 :
  - Nicolas Gill, champion canadien de judo.
  - Chipper Jones, joueur de baseball américain.
- 1973 :
  - Oksana Arbouzova, actrice et écrivain russe.
  - Damon Lindelof, producteur et scénariste américain.
  - Brian Marshall, bassiste américain des groupes Creed et Alter Bridge.
  - Eric Snow, basketteur américain.
  - Lee Westwood, golfeur anglais.
- 1974 : Derek Luke, acteur américain.
- 1976 :
  - Frédéric Niemeyer, joueur de tennis québécois.
  - George Prescott Bush, avocat américain.
- 1977 :
  - Eric Balfour, acteur et producteur américain.
  - Carlos Beltrán, joueur de baseball portoricain.
- 1981 : Christophe Bertrand, compositeur français († 17 septembre 2010).
- 1982 : Kelly Clarkson, chanteuse américaine.
- 1984 :
  - Frans Nielsen, hockeyeur professionnel danois.
  - Tyson Ritter, chanteur américain du groupe The All-American Rejects.
- 1987 :
  - Kristopher Letang, joueur de hockey sur glace québécois.
  - Jan Vertonghen, joueur de football belge.
- 1988 : Jey Crisfar, acteur belge.
- 1992 :
  - Joe Keery, acteur et musicien américain.
  - Doc Shaw, acteur américain.
  - Tyler Toffoli, hockeyeur sur glace canadien.
- 1994 : Jordan Fisher, acteur et chanteur américain.
- 1997 : Lydia Ko, golfeuse néo-zélandaise.
- 1998 : Ryan Newman, actrice américaine.

### XXIesiècle
- 2005 : Snuppy, premier chien conçu par clonage (en Corée du Sud, † en mai 2015).

## Décès

### VIIesiècle
- 624 : Mellitus, premier évêque de Londres puis canonisé comme saint ci-après (° à une date inconnue).

### VIIIesiècle
- 709 ou 710 : Wilfrid, évêque anglais (° vers 633).
- 729 : Ecgberht, moine anglais (° vers 639).

### XIVesiècle
- 1338 : Théodore Ier de Montferrat, marquis de Montferrat (° vers 1270).Concino Concini

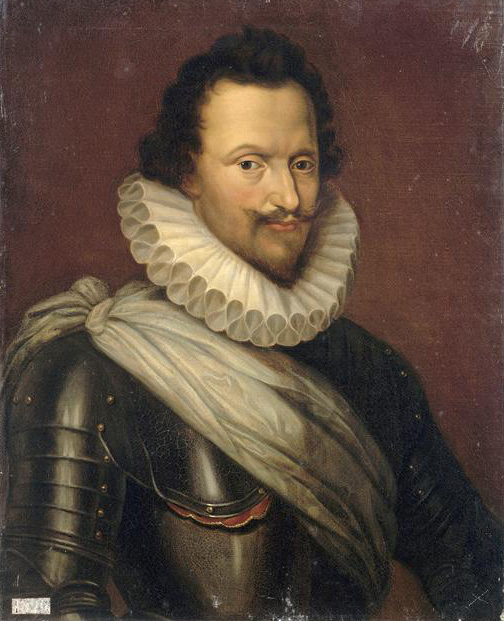
Concino Concini

### XVesiècle
- 1479 : Jorge Manrique, poète espagnol, auteur de Stances sur la mort de son père (° 1440).

### XVIIesiècle
- 1617 : Concino Concini, maréchal de France (° vers 1575).
- 1671 : François Vatel, cuisinier du prince Louis II de Bourbon-Condé.

### XVIIIesiècle

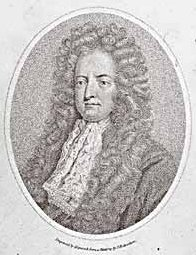
Daniel Defoe

- 1723 : Abraham Davel, soldat et patriote vaudois (° 20 octobre 1670).
- 1731 : Daniel Defoe, écrivain britannique (° vers 1660).
- 1770 : Jean Antoine Nollet, abbé et physicien français (° 19 décembre 1700).

### XIXesiècle
- 1803 : Adélaïde Labille-Guiard, artiste peintre, miniaturiste et pastelliste française (° 11 avril 1749).
- 1874 : John Phillips, géologue britannique (° 25 décembre 1800).
- 1886 :
  - Eugénie Gautier, peintre française (° 8 juillet 1813).
  - Charles Vivian, homme politique britannique (° 24 décembre 1808).
- 1891 : Helmuth Karl Bernhard von Moltke, militaire prussien et homme politique allemand (° 26 octobre 1800).

### XXesiècle
- 1917 :
  - Abel Botelho, écrivain portugais (° 23 septembre 1855).
  - Florentino Ballesteros, matador espagnol (° 11 janvier 1893).
- 1924 : G. Stanley Hall, psychologue américain (° 1er février 1844).
- 1926 : Luis Mazzantini, matador espagnol (° 10 octobre 1856).
- 1930 : Hildegard Lindzén, actrice suédoise (° 15 janvier 1872).
- 1938 : George Grey Barnard, sculpteur américain (° 24 mai 1863).
- 1939 : Louis Trousselier, cycliste français (° 29 juin 1881).
- 1942 : Lucy Maud Montgomery, écrivain canadien (° 30 novembre 1874).
- 1945 : Ernst-Robert Grawitz, physicien allemand (° 8 juin 1899).

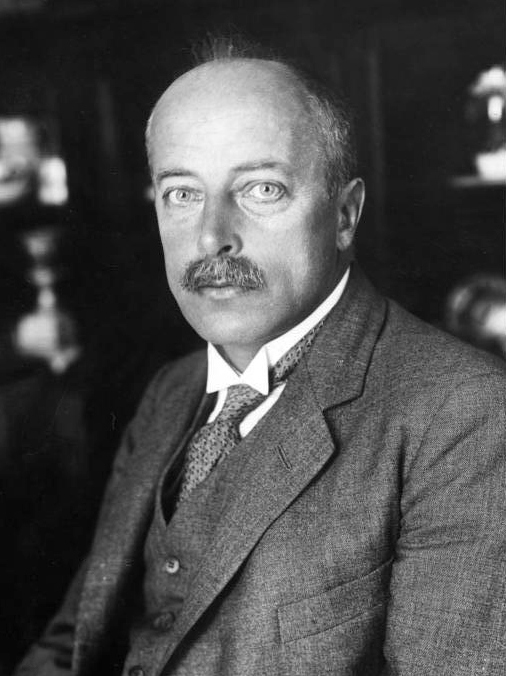
Max von Laue en 1929

- 1947 : Willa Cather, écrivain américain (° 7 décembre 1873).
- 1948 : Manuel María Ponce, compositeur mexicain (° 8 décembre 1882).
- 1960 : Max von Laue, physicien allemand, lauréat du prix Nobel de physique 1914 (° 9 octobre 1879).
- 1964 : Gerhard Domagk, bactériologiste allemand découvreur du premier médicament antibactérien (° 30 octobre 1895).
- 1967 : Vladimir Komarov, cosmonaute soviétique mort à bord de Soyouz 1 (°16 mars 1927).
- 1968 : Miville Couture, animateur de radio québécois (° 1916).
- 1973 : Jeanne Fusier-Gir, actrice française (° 22 avril 1885).
- 1974 : Bud Abbott, acteur et comique américain (° 2 octobre 1895).
- 1975 : Pete Ham, chanteur, guitariste et compositeur gallois du groupe Badfinger (° 27 avril 1947).
- 1980 : Alejo Carpentier, écrivain cubain (° 26 décembre 1904).
- 1986 : Wallis Simpson, duchesse de Windsor, veuve de l'ancien roi Édouard VIII (° 19 juin 1895).
- 1988 : Thomas Tremblay, juge québécois (° 13 décembre 1895).
- 1989 : Johnny Stark, imprésario français (° 29 août 1922).
- 1993 : Oliver Tambo, personnalité politique sud-africaine (° 27 octobre 1917).
- 1998 : Christiane Rochefort, femme de lettres française (° 17 juillet 1917).

### XXIesiècle
- 2001 : Al Hibbler (en), chanteur américain (° 16 août 1915).
- 2004 :

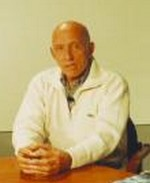
José Giovanni

  - José Giovanni, écrivain, scénariste et réalisateur franco-suisse (° 22 juin 1923).
  - Estée Lauder, pionnière dans la production de cosmétiques (° 1er juillet 1908).
- 2005 :
  - Ezer Weizman, septième président de l'État d'Israël (° 15 juin 1924).
  - Fei Xiaotong, sociologue chinois (° 2 novembre 1910).
- 2007 : József Madaras, acteur hongrois (° 16 août 1937).
- 2009 :
  - Bernard Haller, humoriste et acteur suisse (° 5 décembre 1933).
  - Okoth Ogendo, avocat et professeur en droit kényan (° 1er juillet 1944).
- 2010 :
  - Denis Guedj, écrivain et mathématicien français (° 1940).
  - Jacques Solness (Jacques Buchez dit)), présentateur, créateur et producteur français de télévision (° 30 septembre 1925).
- 2011 : Marie-France Pisier, actrice française (° 10 mai 1944).
- 2012 : Miguel Portas, député européen portugais (° 1er mai 1958).
- 2013 : Bob Brozman, guitariste américain (° 8 mars 1954).
- 2014 : Michel Lang, réalisateur français (° 9 juin 1939).
- 2015 :
  - Władysław Bartoszewski, homme politique polonais (° 19 février 1922).
  - Rustum Ghazaleh, militaire et officier de renseignement syrien (° 3 mai 1953).
- 2016 :
  - Billy Paul, chanteur américain (° 1er décembre 1934).
  - Papa Wemba (Jules Shungu Wembadio Pene Kikumba dit), chanteur et acteur congolais (° 14 juin 1949).
- 2017 :
  - Benjamin Barber, politologue et écrivain américain (° 2 août 1939).
  - František Brůna, handballeur international tchécoslovaque (° 13 octobre 1944).
  - Phil Edwards, coureur cycliste britannique (° 3 septembre 1949).
  - Agustín Edwards Eastman, entrepreneur et journaliste chilien (° 24 novembre 1927).
  - Don Gordon, acteur et scénariste américain (° 13 novembre 1926).
  - Palomo Linares, matador espagnol (° 27 avril 1947).
- 2018 :
  - Jean Duprat, homme politique français (° 12 novembre 1936).
  - Henri Michel, footballeur international et entraîneur français (° 28 octobre 1947).
  - Hariton Pushwagner, peintre pop norvégien (° 2 mai 1940).
- 2019 :
  - Françoise Barrière, compositrice française (° 12 juin 1944).
  - Claude Delcroix, homme politique et physicien nucléaire belge (° 11 novembre 1931).
  - Hubert Hahne, pilote de Formule 1 allemand (° 28 mars 1935).
  - Abbassi Madani, homme politique algérien (° 28 février 1931).
  - Jean-Pierre Marielle, acteur français (° 12 avril 1932).
  - Zoran Marojević, basketteur yougoslave puis croate (° 27 avril 1942).
  - Anne Neyland, actrice américaine (° 23 août 1934).
  - Sergueï Pogorelov, handballeur russe (° 2 juin 1974)
  - Dick Rivers (Hervé Forneri dit), chanteur français, mort le jour de son anniversaire (° 24 avril 1945).
- 2020 :
  - Ibrahim Amini, faqîh chiite duodécimain et homme politique iranien (° 30 juin 1925).
  - Hamilton Bohannon, musicien américain (° 7 mars 1942).
  - Erwan Evenou, écrivain français de langue bretonne (° 14 février 1940).
  - Roland Haché, homme politique canadien (° 14 juin 1947).
  - Namio Harukawa, artiste japonais (° mai 1947).
  - Mike Huckaby, DJ et producteur américain (° 4 janvier 1966).
- 2021 :
  - Alber Elbaz, créateur de mode israélo-américain (maison Lanvin) (° 12 juin 1961).
  - Shunsuke Kikuchi (菊池 俊輔, Kikuchi Shunsuke), compositeur japonais de musiques de séries télévisées et de dessins animés (Goldorak, Dragon Ball -Z- etc.) (° 1er novembre 1931).
  - Christa Ludwig, cantatrice allemande (° 16 mars).
  - Yves Rénier, comédien, réalisateur et scénariste franco-suisse (° 29 septembre 1942).
  - Miloš Šobajić, peintre et sculpteur yougoslave puis serbe (° 23 décembre 1945).
  - József Soproni, compositeur hongrois (° 4 octobre 1930).
- 2022 :
  - Édouard Moradpour, écrivain français (° 28 juin 1947).
  - Jacques Poustis, chanteur et vulgarisateur scientifique français (° 22 avril 1949).
  - Willi Resetarits, chanteur et comédien autrichien, militant des droits de l'homme (° 21 décembre 1948).
- 2023 :
  - Eliana Burki, musicienne suisse (° 13 septembre 1983).
  - Eric Demunster, coureur cycliste belge (° 6 février 1942).
  - Alejandro Hamed, historien, diplomate et homme politique paraguayen (° 26 février 1934).
  - Hugues Vassal, photographe, journaliste, reporter-photographe et écrivain français (° 17 juin 1933).
- 2024 :
  - Margaret Lee, actrice britannique (° 4 août 1943).
  - John O'Shea, joueur international de rugby à XV gallois (° 2 juin 1940).
  - Donald Payne Jr., homme politique américain (° 17 décembre 1958).
  - Mike Pinder, musicien britannique (° 27 décembre 1941).

## Célébrations

### Internationales
- Journée mondiale des animaux de laboratoire : Cette journée d'action a été reconnue par les Nations Unies pour lutter contre l'utilisation des animaux dans les Laboratoires.

### Nationales
- Alicante et sa province (Espagne et Union européenne à zone euro) : jour des Maures et Chrétiens d'Alcoy, los Moros y Cristianos de Alcoy dans la ville du même nom.
- Arménie et sa diaspora : journée de commémoration du génocide arménien / en arménien : Մեծ Եղեռնի զոհերի հիշատակի օր.
- Australie : Kapyong day[17] / journée de Kapyong commémorant la bataille de Kapyong en 1951 pendant la guerre de Corée.
- Catalogne (Espagne et Union européenne à zone euro) : festes de Moros i cristians d'Alcoi qui commémorent la prise de la cité par les troupes maures puis sa reconquête et qui marquent le dernier jour des fêtes de la saint-Georges / -Jordi (cf. 23 avril).
- France (Union européenne à zone euro) :
  - journée de commémoration du génocide arménien[18] ;
  - date possible du dernier dimanche d'avril, entre 24 et 30 avril de chaque année, pour le jour du souvenir des déportés (dimanche 25 avril en 2021, bien 24 en 2022, etc.).
- Gambie (Union africaine) : Republic day[19] / fête de la République commémorant la création de la République en 1970.
- Haut-Karabagh : journée d’hommage aux victimes du génocide arménien de 1915[20].
- Népal : Democracy day / fête de la démocratie célébrant la restauration du parlement népalais en 2006[réf. nécessaire].
- Niger (Union africaine) : fête de la Concorde[21] commémorant les accords de paix qui ont mis fin à la rébellion touareg en 1995.
- Wallonie (Belgique et Union européenne à zone euro) : date possible du dernier dimanche d'avril, entre 24 et 30 avril de chaque année, pour Liège-Bastogne-Liège la plus ancienne encore existante des courses "classiques cyclistes" (dimanche 25 avril, en 2021 mais dimanche 24 en 2022 par exemple).

### Religieuse
- Bahaïsme : fêtes de Ridván célébrant la prophétie de Mirza Husayn Ali Nuri à Bagdad capitale de l'Irak d'aujourd'hui.

### Saints des Églises chrétiennes

#### Saints des Églises catholiques et orthodoxes
Référencés ci-après in fine,,, :
- Anthime de Nicomédie († 303), évêque et martyr à Nicomédie fêté le 3 septembre en Orient[26].
- Authaire († VIIe siècle), père de saint Ouen de (Rouen).
- Beuve de Reims († 673), princesse d'Austrasie, sœur de saint Baldéric, 1re abbesse de l'abbaye Saint-Pierre-les-Dames.
- Cérase d'Eauze († Ve siècle), évêque.
- Dié († 531), ermite à Saint-Dyé-sur-Loire.
- Dode de Reims († VIIe siècle), nièce de sainte Beuve de Reims ci-dessus, 2e abbesse de l'abbaye Saint-Pierre-les-Dames.
- Egbert de Ripon († 729), moine à l'abbaye d'Iona.
- Elisabeth de Constantinople († Ve siècle), moniale.
- Eusèbe, Néon, Léonce, Longin et leurs compagnons († 303), martyrs à Nicomédie.
- Grégoire d'Elvire († IVe siècle), évêque du diocèse d'Elvire (Cordoue).
- Honoré de Brescia (it) († 586), évêque du diocèse de Brescia.
- Marie Jacobé († Ier siècle) et Salomé, disciples de Jésus.
- Mellitus († 624), 1er évêque de Londres et archevêque de Cantorbéry.
- Sabas de Rome († 272), officier de l'armée, martyr à Rome.
- Wilfrid d'York († 709), évêque.

#### Saints et bienheureux des Églises catholiques
Référencés ci-après in fine, :
- Benoît Menni († 1914), prêtre hospitalier, fondateur des hospitalières du Sacré-cœur de Jésus.
- Élisabeth Hesselblad († 1957), religieuse suédoise fondatrice des sœurs du saint-Sauveur.
- Fidèle de Sigmaringen († 1622), frère mineur capucin martyr.
- Guillaume Firmat († 1103), ermite à Mortain.
- Marie-Euphrasie Pelletier († 1868), religieuse française fondatrice du Bon-Pasteur.
- Robert de Turlande († 1067), moine français fondateur de l'abbaye de la Chaise-Dieu.

#### Saints orthodoxes
aux dates parfois "juliennes" / orientales :
- Duc de Mytilène († 1564), martyr.
- Joseph de Maramuresh († début XVIIIe siècle), évêque.
- Iorest et Sava Brancovici (XVIIe siècle), évêques.
- Nicolas de Magnésie († 1795), martyr.
- Saints martyrs du génocide arménien canonisés un siècle après, le 24 avril 2015 par le Catholicos Garéguine II patriarche de l'église arménienne.

### Prénoms du jour
Bonne fête aux Fidèle, ses variantes masculines : Fidel, Fidelio, Fidélio ; et ses formes féminines : Fidelia, Fidélia.
Et aussi aux :
- Amine et ses variantes : Aman, Ameen, Amein, Amin, Amyn, etc[réf. nécessaire].
- Aux Egbert[28] ;
- Euphrasie (auxquelles on peut associer les Cosette[29]).
- Aux Felan,
- Mellitus,
- Robert (fête locale car fête majeure le 30 avril).

## Traditions et superstitions

### Dictons
Les agriculteurs sont vigilants sur ce jour, compris entre les deux saints cavaliers Georges et Marc qui sont réputés « saints grêleurs ou saints vendangeurs » (aux dates suivantes) :
- « À la saint-Gaston, trie la semence, enlève le bourgeon. »[30] (cf. aussi 6 février).
- « Entre saint-Georges [23 avril] et saint-Marc [25 avril], est un jour d'hiver en retard. »[31] (dicton beauceron)
- « Entre Georges [/ Georget] et Marquet [25 avril de même, diminutif possible de Marc], un jour de l’hiver se met. »[32] (peu avant mai)

### Astrologie
- Signe du zodiaque : 4e jour du signe astrologique du Taureau.

## Toponymie
Les noms de plusieurs voies, places, sites ou édifices de pays ou régions francophones contiennent cette date sous différentes graphies : voir Vingt-Quatre-Avril .